# Activision Blizzard
Activision Blizzard, Inc. (anteriormente Activision, Inc.) (anteriormente etiquetado en la bolsa NASDAQ: ATVI) es una empresa de videojuegos estadounidense, propiedad de Microsoft. Posee a Activision (Call of Duty, Guitar Hero, Tony Hawk, Skylanders, etc.) y Blizzard Entertainment (World of Warcraft, Diablo, StarCraft, Overwatch, etc.), además de King (Candy Crush Saga).
Microsoft anunció su intención de adquirir Activision Blizzard por 68.700 millones de dólares el 18 de enero de 2022. La adquisición se completó el 13 de octubre de 2023, con lo que la empresa pasó a ser una división de Microsoft Gaming y Microsoft se convirtió en la tercera mayor empresa de videojuegos (por detrás de Tencent y Sony).

## Historia
La compañía es el resultado de la fusión entre Activision y Blizzard, acuerdo que se hizo público el 2 de diciembre de 2007, por un montante total de 18.800 millones de dólares. El proceso de compra finalizó el 9 de julio de 2008. La nueva compañía creyó que la fusión de las dos resultaría en "el mayor y más rentable distribuidor de videojuegos del mundo". Activision Blizzard "ha liderado las posiciones del mercado en todas las categorías" de la industria de los videojuegos. Posteriormente, el 25 de julio de 2013, la compañía ha anunciado que vuelve a ser independiente tras comprar la mayoría de las acciones que la ligaban a Vivendi por una cantidad total de 8000 millones de dólares. Sin embargo para ese mismo año el conglomerado chino Tencent Holdings, compraría un 25 % de la participación de Activision Blizzard por 2300 millones de dólares, convirtiéndola en la nueva propietaria.

### Inicios y Formación (2007-2008)
En 1991, Bobby Kotick y un grupo de inversores adquirieron Mediagenic, la empresa en la que Activision se había convertido bajo este liderazgo. Kotick instituyó una gran reestructuración para sacar a la compañía de la deuda, incluyendo renombrarla como Activision y trasladarla a Santa Mónica, California. Después de que la compañía volviera a ser rentable en 1997, Kotick pasó la siguiente década expandiendo los productos de Activision mediante la adquisición de aproximadamente 25 estudios, lo que resultó en varias series exitosas de juegos, incluidos Call of Duty, Guitar Hero, Tony Hawk. Sin embargo, en 2006, la popularidad de los juegos multijugador masivo en línea (MMO) comenzó a crecer. Dichos juegos proporcionaban un flujo de ingresos constante a sus editores, en lugar de una sola compra, lo que los convertia en una propuesta más valiosa. Ninguna de las subsidiarias de Activision tenía un MMO o la capacidad de hacer uno rápidamente. Además de esto, Activision se enfrentaba a una competencia más dura de compañías como Electronic Arts, así como a la desaceleración en las ventas de sus series de juegos clave.
En 2006, Kotick contactó con Jean-Bernard Lévy, el CEO del conglomerado de medios francés Vivendi. Vivendi en ese momento tenía una pequeña división de juegos, Vivendi Games, una compañía holding principalmente para Sierra Entertainment y Blizzard Entertainment. Kotick quería tener acceso al World of Warcraft de Blizzard, un exitoso MMO y sugirió un medio para adquirir esto a Lévy. Lévy, en cambio, ofreció que estaría dispuesto a fusionar Vivendi Games con Activision, pero solo si Vivendi mantenía el control mayoritario de la compañía fusionada. Según aquellos cercanos a Kotick, Kotick estaba preocupado por esta oferta, ya que lo obligaría a ceder el control de Activision. Sin embargo, después de hablar con el CEO de Blizzard, Mike Morhaime, Kotick reconoció que Vivendi podría introducirlos en el creciente mercado de videojuegos en China.
Kotick propuso la fusión Activision a la mesa directiva, que lo aceptó en diciembre de 2007. La nueva compañía se llamaría Activision Blizzard y conservaría su sede central en California. Bobby Kotick de Activision fue anunciado como el nuevo presidente y CEO, mientras que René Penisson de Vivendi fue nombrado presidente. La Comisión Europea permitió que la fusión se llevara a cabo en abril de 2008, y aprobó que no había problemas anti monopolio en el acuerdo de fusión. El 8 de julio de 2008, Activision anunció que los accionistas habían acordado fusionarse, y el acuerdo se cerró al día siguiente por un monto de transacción estimado de 18 900 millones de dólares.
Vivendi pasó a ser el accionista mayoritario, con una participación del 52 % en la empresa. El resto de las acciones estaban en manos de inversores institucionales y privados, y debían dejarse abiertas para cotizar en el mercado de valores NASDAQ por un tiempo bajo NASDAQ: ATVID, y posteriormente como NASDAQ: ATVI (nombre de acciones de Activision en la bolsa).

### Nuevos títulos y el éxito de Call Of Duty (2008-2012)
Como parte de una estrategia de marketing, Activision Blizzard no publica sus juegos bajo su nombre central y en lugar de ello utilizó la filial de Activision o Blizzard Entertainment para sus juegos. En noviembre de 2008, Activision Blizzard, bajo su estudio Treyarch y distribuido por Activision, lanzó el quinto juego de la saga Call of Duty, Call of Duty: World at War logrando un gran éxito de ventas en los meses de noviembre y diciembre con unas ventas combinadas de 6 millones 398 mil copias con las versiones de PlayStation 3 y Xbox 360. Y para junio de 2009, unas ventas totales de 11 millones de copias.
En 2009 saldría la segunda parte de Call of Duty 4: Modern Warfare siendo Call of Duty: Modern Warfare 2, bajo el desarrollo de Infinity Ward. De acuerdo con las ventas preliminares de Activision, Modern Warfare 2 vendió aproximadamente 4,7 millones de unidades en los Estados Unidos y el Reino Unido en las primeras 24 horas de su lanzamiento. Los ingresos totales de las ventas del primer día en los Estados Unidos y el Reino Unido fueron de $310 millones, lo que convirtió a Modern Warfare 2 en el mayor lanzamiento de entretenimiento de la historia en ese momento, superando en ingresos a su predecesor, Call of Duty 4: Modern Warfare, así como otros tipos de medios. Después de cinco días de ventas, el juego había obtenido cifras de ingresos de $550 millones en todo el mundo. A partir del 18 de enero de 2010, había logrado más de $1000 millones en ventas. Y para el 2019, según Forbes, se habrían vendido cerca de 25 millones de copias.
A principios de 2010, el estudio independiente Bungie celebró un acuerdo editorial de 10 años con Activision Blizzard. En 2010 Activision Blizzard era la desarrolladora y distribuidora de videojuegos más grande del mundo. En ese mismo año Activision Blizzard, bajo su marca Blizzard Entertainment, lanzó la esperada secuela de StarCraft, llamada StarCraft II: Wings of Liberty, donde batería récords para PC. Blizzard anunciaría que StarCraft II lograría vender más de un millón de unidades en todo el mundo en un día de lanzamiento. Y, a partir de diciembre de 2010, el juego registraría ventas de 4,5 millones de unidades. A finales del 2010, bajo la marca Activision, lanzarían Call of Duty: Black Ops, donde, al igual que el año pasado, la saga Call of Duty sería el más popular del año. El juego recibió críticas generalmente positivas de los críticos. A las 24 horas de salir a la venta, el juego había vendido más de 5,6 millones de copias, 4,2 millones en los Estados Unidos, y 1,4 millones en el Reino Unido, rompiendo el récord establecido por su predecesor, Modern Warfare 2, de unos 2,3 millones de copias. Después de seis semanas de lanzamiento, Activision informó que Black Ops había excedido $1000 millones en ventas. El 3 de agosto de 2011, Activision confirmó que el juego había vendido más de 25 millones de copias en todo el mundo.
Para el año 2011 se lanzaría Call of Duty: Modern Warfare 3 recaudando $400 millones solo en los Estados Unidos y el Reino Unido en sus primeras 24 horas, convirtiéndolo en el mayor lanzamiento de entretenimiento de todos los tiempos. También fue el tercer año consecutivo que la serie Call of Duty rompería el mayor récord de lanzamiento; Call of Duty de 2010: Black Ops recaudó $360 millones en el primer día; y Call of Duty: Modern Warfare 2 de 2009 donde aportó $310 millones. Ese mismo año Activision Blizzard, estrenó su franquicia Skylanders, lo que llevó a la prensa a acreditar a la compañía por inventar y popularizar una nueva categoría de juguetes para la vida a partir de los videojuegos.
En 2012 Activision Blizzard volvería a batir récords en ventas e ingresos gracias a Call of Duty: Black Ops II bajo su distribuidora Activision. Durante su estreno en octubre de ese año, el juego lograría unas ventas de 500 millones de dólares en sus primeras 24 horas. Logró vender para ese mes 7,5 millones de copias y para 2019 se habrían vendido cerca de 30 millones de copias. Mientras que para PC, Blizzard Entertainment haría lo mismo ese año con Diablo 3, al lograr 3,5 millones de copias vendidas en sus 24 horas y, tras una semana, 6,3 millones de copias. Para agosto de 2015 Diablo 3 registraría unas ventas totales de 30 millones de copias vendidas, siendo uno de los juegos más vendidos para la PC.

### Separación de Vivendi, adquisición del 25% por Tencent y crecimiento
El 25 de julio de 2013, Activision Blizzard anunció la compra de 429 millones de acciones del propietario Vivendi por $5830 millones, bajando al accionista de una participación del 63 % al 11.8 % al final del acuerdo en septiembre. Al concluir el acuerdo, Vivendi ya no era la empresa matriz de Activision Blizzard, por lo cual se convirtió en una empresa independiente, ya que la mayoría de las acciones eran propiedad del público. Bobby Kotick y Brian Kelly conservaron una participación del 24,4 % en la compañía. Además, Kotick siguió siendo el CEO, con Brian Kelly en el cargo de presidente. El 12 de octubre de 2013, poco después de la aprobación del Tribunal Supremo de Delaware, la compañía completó la recompra, de acuerdo con el plan original: Vivendi vendió la mitad de su participación restante el 22 de mayo de 2014, reduciendo su propiedad al 5,8 % y salió por completo dos años después. Sin embargo, Tencent Holdings compraría un 5 % de las acciones por 2300 millones de dólares, convirtiéndola en la nueva propietaria.
Activision Blizzard lanzó un nuevo título, Destiny, el 9 de septiembre de 2014 bajo el sello de Bungie. El juego obtuvo más de $500 millones en ventas en el primer día de lanzamiento, estableciendo un récord para el mayor lanzamiento en el primer día para una nueva franquicia de juegos. El 5 de noviembre de 2013, la compañía lanzó Call of Duty: Ghosts, que fue escrito por el guionista Stephen Gaghan. En su primer día de lanzamiento, el juego había distribuido tantas copias como para lograr $1000 millones de ventas. Sin embargo, sus ventas fueron menores en un 19 % a Black Ops 2, esto debido a la transición por la nueva generación de consolas. En 2014, Activision Blizzard fue la quinta compañía de juegos más grande por ingresos en todo el mundo, con activos totales de US$14 746 millones y un patrimonio total estimado en US$7513 millones.

### Entrada al S&P 500, expansión
Activision Blizzard se unió al S&P 500 el 28 de agosto de 2015, convirtiéndose en una de las dos únicas compañías en la lista relacionada con los juegos, junto con Electronic Arts. La compañía lanzó la próxima versión de la franquicia Skylanders en septiembre de 2015, que agregó vehículos a la categoría "juguetes a la vida". El 15 de septiembre de 2015, Activision y Bungie lanzaron Destiny: The Taken King, la continuación de la saga Destiny. Dos días más tarde, Sony anunció que el juego batió el récord del juego del primer día más descargado en la historia de PlayStation, en términos de jugadores totales y concurrencia máxima en línea.
En noviembre de 2015 adquirió a la compañía King, creadora de Candy Crush Saga, por 5900 millones de dólares. Esto para entrar al mercado chino.
En noviembre de 2015, Activision Blizzard anunció la formación de Activision Blizzard Studios, un brazo de producción cinematográfica que produciría películas y series de televisión basadas en las franquicias de Activision Blizzard. El 24 de mayo del 2016 Activision Blizzard a través de Blizzard Entertainment lanzan su próximo juego multijugador de disparos en primera persona Overwatch para las consolas PlayStation 4, Xbox One, Nintendo Switch y Microsoft Windows. Logrando unas ventas superiores a los mil millones de dólares, a un año de su salida. Y para el 2019 lograría llegar a los 50 millones de usuarios. En junio de 2017, Activision Blizzard se unió a Fortune 500 convirtiéndose en la tercera compañía de juegos de Estados Unidos en la historia, en entrar a  la lista después de Atari y Electronic Arts.
En su convocatoria de ganancias para el año fiscal 2018 a los accionistas en febrero de 2019, Kotick declaró que si bien la compañía había visto un año récord en ingresos, despedirían a alrededor de 775 personas o alrededor del 8 % de su fuerza laboral en divisiones no administrativas. "Priorizar iniciativas que no cumplan con las expectativas y reduzcan ciertos costos no relacionados con el desarrollo y administrativos en todo el negocio ", según Kotick. Kotick declaró que planean destinar más recursos a sus equipos de desarrollo y centrarse en los deportes electrónicos, los servicios de Battle.net y los juegos principales de la desarrolladora que incluyen Candy Crush Saga, Call of Duty, Overwatch, Warcraft, Diablo y Hearthstone: Heroes of Warcraft. Antes de esto, Activision Blizzard y Bungie acordaron terminar su acuerdo de distribución con Destiny 2 ya que no estaba generando los ingresos esperados para Activision, Bungie conservaría todos los derechos sobre Destiny.
La compañía anunció que Daniel Alegre reemplazará a Coddy Johnson como presidente de Activision-Blizzard a partir del 7 de abril de 2020, con Johnson haciendo la transición a un rol de asesor especial. En la primavera de 2020, los ingresos netos de la compañía por canales digitales alcanzaron los $1440 millones (£1160 millones) debido a la creciente demanda de juegos en línea impulsados por los bloqueos de COVID-19.

### Adquisición por Microsoft
El 18 de enero de 2022 Microsoft anunció la compra de Activision Blizzard por 68.700 millones de dólares, destacando que esta adquisición aceleraría el crecimiento del negocio de juegos de Microsoft en móviles, PC, consolas y en la nube, y proporcionaría bloques de construcción para el metaverso. El 17 de julio dejó de ser parte del índice NASDAQ-100. La compra se cerró el 13 de octubre de 2023. Esto después de un largo proceso en el cual autoridades de Estados Unidos y Reino Unido mostraran preocupación del acuerdo al temer que "altere el futuro del mercado de juegos en la nube de rápido crecimiento".
El 20 de diciembre de 2023, se formalizó la reestructuración del equipo de liderazgo de la compañía ahora bajo la administración de Microsoft. El 29 de diciembre, Bobby Kotick dejaría su cargo como director general mientras que Matt Booty, director de estudios y contenido en Xbox Game Studios y ZeniMax, se encargaría de la supervisión de Activision, Blizzard y King.